# Alexander Gould
Alexander Jerome Gould (Los Angeles, 4 mei 1994) is een Amerikaans acteur. Hij werd zowel in 2007 als 2009 genomineerd voor een Screen Actors Guild Award samen met de gehele cast van Weeds. Daarin speelde hij van 2005 tot en met 2012 Shane Botwin.
Gould maakte in 1998 zijn film- en acteerdebuut met een naamloos rolletje in City of Angels. Later sprak hij de stem in van het titelpersonage in de animatiefilm Finding Nemo. Daarop volgde meer stemrollen voor Gould, zoals wederom die van het titelpersonage in Bambi II. Daarnaast speelde hij zowel voor als na Finding Nemo filmrollen waarin hij zelf voor de camera stond, zoals in de horrorfilm They en familiekomedie How to Eat Fried Worms.
Behalve zijn vaste personage in Weeds speelde Gould nog voor zijn vijftiende verjaardag eenmalige gastrollen in meer dan tien andere televisieseries, zoals Malcolm in the Middle, Criminal Minds, Law & Order: Special Victims Unit, Pushing Daisies en Supernatural.

## Filmografie
*Exclusief televisiefilms
- Finding Dory (2016, stem)
- Superman: Unbound (2013, stem)
- How to Eat Fried Worms (2006)
- Curious George (2006, stem)
- Bambi II (2006, stem)
- Finding Nemo (2003, stem)
- They (2002)
- Wheelmen (2002)
- Mexico City (2000)
- City of Angels (1998)

## Televisieseries
*Exclusief eenmalige gastrollen
- Weeds - Shane Botwin (2005-2012, 102 afleveringen)
- Ally McBeal - Sam Paul (2001, twee afleveringen)

- Biblioteca Nacional de España: XX4774032
- Bibliothèque nationale de France: cb166847326 (data)
- CiNii: DA15073562
- Gemeinsame Normdatei: 1141268752
- International Standard Name Identifier: 0000 0001 1759 6945
- Library of Congress Control Number: no2004015630
- Système universitaire de documentation: 18089644X
- Virtual International Authority File: 41544730
- WorldCat: E39PBJxmD6PQqD8TQ4Xhjk94bd